# Sacra Famiglia con la famiglia del Battista
La Sacra Famiglia con la famiglia del Battista è un dipinto a olio su tela (150x237 cm) di Lorenzo Lotto, databile al 1536 circa e conservato nel Louvre a Parigi.

## Storia
L'opera doveva essere destinata a un committente privato, forse veneziano, ma non si sa per quale ragioni finì per restare nelle mani di Lotto, che cercò di venderla prima di partire per le Marche nel 1549, come ricorda un'annotazione del Libro di spese diverse. L'artista chiese l'intermediazione dell'amico Jacopo Sansovino, ma si vide restituire tutte tele affidate per la vendita. Fu così che 1550, già ad Ancona, Lotto provò di nuovo a liquidare le opere invendute con un'asta pubblica alla Loggia dei Mercanti, senza riuscire neanche questa volta a vendere la Sacra Famiglia né la maggior parte di esse.
Probabilmente l'artista la portò allora con sé a Loreto, dove ne fece una copia oggi al Palazzo Apostolico. Solo più tardi la tela dovette passare di mano, forse con l'intermediazione della comunità religiosa degli Oblati della Santa Casa. Riapparve poi nel 1662 nelle collezioni reali francesi, acquistata da un mercante d'arte con attribuzione a Dosso Dossi.

## Descrizione e stile
La scena, considerata un capolavoro per la raffinata esecuzione e la ricchezza del colore, è ambientata in una raduta in un bosco e mostra i personaggi disposti in maniera informale attorno al bambino, sdriaiato al centro su alcune lenzuola bianche attorcigliate e proteso verso la croce che regge san Giovannino lì vicino, come preannuncio dell'andata incontro al suo tragico destino. Da sinistra si vedono san Giuseppe, la Vergine, tre angeli oranti vestiti di bianco, Giovannino e Gesù, sant'Elisabetta e san Zaccaria. I gesti stupiti dei santi sono legati al gesto di Gesù che manifesta la sua natura divina. La scena si basa probabilmente sulla tradizione apocrifa secondo cui il Battista fanciullo si recò due volte, con la famiglia, a fare visita a Gesù bambino durante la fuga in Egitto.
La scena è di idilliaca serenità, come l'Adorazione dei pastori di Brescia, con elementi dinamici dati dai panneggi irrequieti e dall'accostamento di colori contrastanti, dalle tonalità leggermente smorzate, come tipico della tavolozza di Lotto dopo il contatto con le tonalità fredde dei pittori bergamaschi. Ben dosato è il rapporto tra luci ed ombra, con la fitta boscaglia che fa da sfondo ai personaggi dagli abiti chiari, facendoli risaltare per contrasto, mentre al centro un'apertura ariosa dà un senso di profondità spaziale.